# GlobaLeaks
GlobaLeaks és un programari lliure de codi obert destinat a permetre iniciatives de denúncies segures i anònimes.

## Història
El projecte va començar el 15 de desembre de 2010 i el primer prototip de programari es va anunciar el 6 de setembre de 2011.
Les figures rellevants del primer desenvolupament foren Arturo Filastò, Claudio Agosti, Fabio Pietrosanti, Giovanni Pellerano, Michele Orrù.

## Funcionament
GlobaLeaks utilitza Tor Onion Services per garantir l'anonimat de la font.
Un cop realitzat l'enviament, les dades es xifren i només estan disponibles per als destinataris configurats. La plataforma no emmagatzema res de manera permanent i la informació i els fitxers enviats s'eliminen tan aviat com sigui possible amb una estricta política de retenció de dades.
El procés es millora generalment suggerint fonts i destinataris que utilitzin els sistemes operatius Qubes OS o Tails mentre es connecten a la plataforma.

## Implementacions
El 2021, GlobaLeaks s'havia internacionalitzat a més de 40 idiomes i s'ha implementat per milers de projectes i iniciatives a tot el món. L'àmplia gamma d'adoptants incloïa mitjans independents, activistes, agències de mitjans, corporacions i molt més.
El 2013, Free Press Unlimited (FPU), una organització sense ànim de lucre amb seu a Holanda, va crear Publeaks NL una fundació que compta amb unes 20 de les organitzacions de mitjans més grans del país entre els seus membres que utilitzen la plataforma per fer periodisme d'investigació sota un mateix projecte paraigua.
FPU ha replicat aquest model d'èxit en altres països creant MéxicoLeaks, IndonesiaLeaks, Leaks.ng i Kenekanko a Mèxic, Indonèsia, Nigèria i Mali respectivament. MexicoLeaks destinada a revelar informació per a l'interès públic a Mèxic va rebre el 2016 el premi FRIDA. Un altre projecte, Africaleaks, es va suspendre.
AWP, una organització amb seu a Bèlgica, va crear Ljost (Islàndia), Filtrala (Espanya), EcuadorTransparente (Equador) i PeruLeaks (Perú).
Un dels projectes més reeixits de GlobaLeaks és WildLeaks, la primera iniciativa de denunciant del món dedicada a la delinqüència contra la fauna i els boscos finançada i gestionada per l'Elephant Action League (EAL) que va denunciar i investigar diversos crims. Una de les investigacions va ser destacada en el guardonat documental de Netflix "The Ivory Game".
GlobaLeaks també es va associar amb les principals ONG anticorrupció i de drets humans com Transparència Internacional (Allerta Anticorruzione), OCCRP (OCCRLeaks) i Amnistia Internacional (Amlea).
L'any 2017, Xnet, un projecte activista que treballa des de l'any 2008 per la democràcia en xarxa i els drets digitals, va llançar a l'Ajuntament de Barcelona la primera bústia pública de denúncies anticorrupció utilitzant tecnologies de protecció de l'anonimat com Tor i GlobaLeaks ("Bústia Ètica" en català). Amb aquest projecte pioner, l'Ajuntament de Barcelona és el primer govern municipal que convida la ciutadania a fer ús d'eines que els permetin enviar la informació de manera segura, que garanteixi la privadesa i permeti als ciutadans l'opció de ser totalment anònims.
El 2018, l'Autoritat Anticorrupció Italiana (ANAC), un organisme de control administratiu, va llançar la seva plataforma nacional de denúncies en línia mitjançant GlobaLeaks i serveis de ceba, oferint als denunciants que es presenten una manera segura de denunciar activitats il·legals alhora que protegien la seva identitat.
Des del 2020, Transparència Internacional recomana el programari entre les solucions segures, ètiques i gratuïtes disponibles que es podrien utilitzar per implementar sistemes de denúncia amb finalitats anticorrupció.

## Finançament
El projecte GlobaLeaks manté una documentació pública i transparent dels fons i socis que han donat suport a la seva investigació i desenvolupament.